# سوق المشقر
سوق المشقر يعتبر من الأسواق التجارية في شبه الجزيرة العربية. حيث اعتبر كمهرجان للفكر والأدب إلى جانب ما تموج به من أصناف البضائع والسلع . 

## موقع سوق المشقر
يقوم في المشقر التي تقع بين البحرين ونجران سوق للعرب يبدأ من أول جمادى الآخرة. وحدده المؤرخين في الأحساء و بداخل السوق يقع قصر المشقر الشهير والذي تم بناؤه بتاريخ 20 ميلادي . 

## الهجرة إلى السوق
من سوق دومة الجندل يرتحل التجار إلى سوق المشقر، حيث هجر قاعدة البحرين، وقيل سميت بهجر بنت المكلف زوجة محلم بن عبد الله صاحب النهر الذي بالبحرين، ويطلق احياناً اسم هجر على البحرين كلها، وكان يسكن هجر من القبائل العربية مثل: تميم، وبكر بن وائل، وعبدالقيس.

## عن السوق
ارتاد السوق العديد من المشاهير كالمنذر بن عائد الملقب بالأشج و الجارود بن المعلى بن حنش العبدي و كان شاعرًا و خطيبًا عارفًا بأخبار الأمم و أحوالها . ومنهم أيضًا المرقش الأكبر الذي كان مقربًا لدى النعمان بن المنذر , وطرفة بن العبد أحد أصحاب المعلقات. وجاء في الأخبار أن امرؤا القيس أمضى سحابة عمره في ردهات سوق الأشقر وقد تتلمذ على يد الشاعر عمرو بن قميئة الذي يوصف بأنه أقدم من قال الشعر من نزار و لازمه حتى اصطحبه معه في رحلته إلى ملك الروم رغم تقدمه في السن. 

## أسواق مشابهة
- سوق هجر.
- سوق عكاظ .
- سوق مجنة .
- سوق دومة الجندل .
- سوق ذي المجاز.
- سوق الرابية.
- سوق نطاة خيبر.
- سوق دارين التاريخي.
- سوق الجرهاء.
- سوق جواثا.

## طريقة التعامل في السوق
كان بيع الناس في السوق بالملامسة والإيماء والهمهمة خشية الحلف والكذب.

## أبرز الوقائع المشهورة في السوق
حدثت فيه الكثير من الوقائع المشهورة في أيام العرب؛ إذ حاصر كسرى بني تميم فيه، وأغلق عليهم بابه، ثم قتل الكثير، وسبى الذراري بعد أن أمتنعوا فيه مدة، وذكر صاحب الأغاني ما يستدل منه على أن كسرى كان له نفوذ كبير على السوق فقال:«أمر كسرى بالطعام؛ فادخر في المشقر، وقد أصابت بني سعد سنة شديدة، والطعام عنهم محبوس، وكان المشير على كسرى بذلك هوذة، وكان له عليهم تارات فقال لكسرى:» أيها الملك احبس الميرة عنهم، فاذا فعلت ذلك بهم سنة أرسلت معي جنداً من أساورتك فأقيم لهم السوق فإنهم يأتونها، فتصيبهم عند ذلك خيلك«.ففعل كسرى وحبس عنهم الأسواق في سنةٍ مجدبة ثم سرح إلى هوذة فأتاه...».

## سلطة السوق
لا تعرض تجارة ولا يقوم بيع حتى تنفق تجارة الملك كما هو الشأن في سوق دومة الجندل، وجميع ملوك هذه السوق خاضعين لحكومة فارس بما يحصلون عليه بالنصيب الأوفى.

## انظر ايضاً
- شبه الجزيرة العربية
- سوق عكاظ
- سوق مجنة
- سوق دومة الجندل

## وصلات خارجية
- أسواق موسمية في الجاهلية.